# Docalidia pectinata
Docalidia pectinata är en insektsart som beskrevs av Nielson 1979. Docalidia pectinata ingår i släktet Docalidia och familjen dvärgstritar. Inga underarter finns listade i Catalogue of Life.